# 仙台臨海鐵道
仙台临海铁道株式会社 (日语：／ Sendairinkai tetsudō)是在宫城县经营货运铁路的铁路公司，由宫城县和日本国铁（JNR）出资，以貨物運輸為目的的第三部門鐵路運營商。。

## 历史
在仙台市沿海地区铺设货运铁路的構想始于1962年，在當年宫城县制定的《新產业都市仙台湾臨海地区開发計划》中，在預定開發的沿海地区與仙台市和内陆地区之間建设铁路线，成为规划开发項目之一，宫城县和国铁开始對货运铁路的建設進行讨论。 。
在这个概念阶段，考虑了两个关于沿海铁路和国铁線之间的连接的方案。一是建设从东北本线货运支线宮城野站分出，二是从东北本线陆前山王站分出。太平洋战争期间，多贺城有海军兵工厂(目前的陸上自衛隊多賀城駐屯地) ，曾一条军用线从陆前山王站分出。陆前山王站方案利用了这个军用线路站点，经过讨论後，決定采用了这个陆前山王站方案 。
1970年仙台临海铁道株式会社成立，由宫城县、国铁和计划使用仙台港的各公司投资成立，铁路建设工作于同年开始。 1971 年 7 月仙台港开港。仙台临海铁路于同年10月开通临海本线，運輸东北石油仙台炼油厂之原料、成品。仙台码头线則于1975年9月随着仙台港公共码头的開發而开通，1983年4月由於麒麟啤酒仙台工厂搬迁到仙台港而开通仙台西港線 。

### 年表
- 1970 年11月7日 - 公司成立 。
- 1971 年
  - 9月10日 - 设立子公司仙台临海通運。
  - 10月1日 - 臨海本線开通。
- 1975 年9月1日 - 仙台码头线开通[5] 。
- 1983 年4月1日 - 仙台西港线开通。
- 1987 年7月18日～9月23日 - 為了运送參觀“1987未來的東北博覧會（日语：'87未来の東北博覧会）”观众，於仙台西港線設置东北博览会前站 (臨時車站)，開行仙台站 - 东北博览会前站的临时旅客列车。此外，蒸汽列车“SL東北100年号”8月2日和9月12日-23日在同一区间間运行[6][7]。
- 1988年3月13日- 集装箱货运开始。
- 1997年7月19日～ 9月30日 - 為了运送參觀“国际梦想交流博览会（日语：国際ゆめ交流博覧会）”观众，設置仙台西港線梦想交流博览会前站 (臨時車站)，開行仙台站 - 梦想交流博览会前站的临时旅客列车，並經過本線。
- 1998年4月1日- 开始仙台港站與神奈川臨海鐵道横滨本牧站之间的海运集装箱运输。
- 2011 年  东日本大地震损坏或倾覆的机车 SD55 102

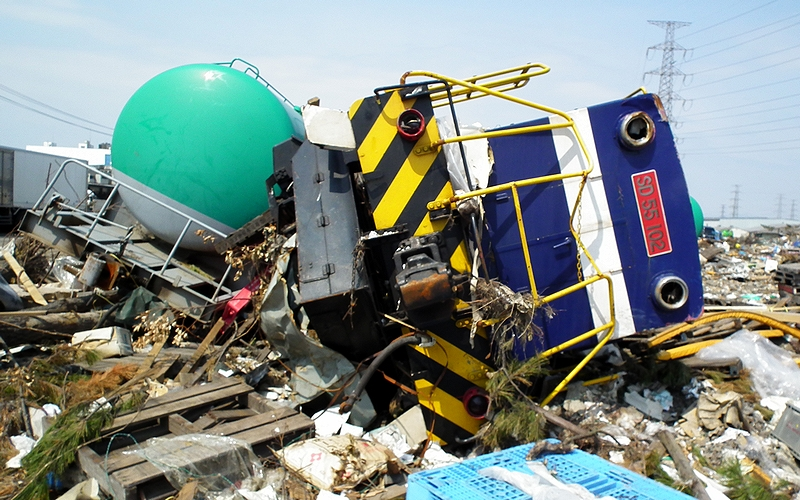
东日本大地震损坏或倾覆的机车 SD55 102

  - 3 月11日 - 因东北太平洋地震和地震引起的海啸[8] 。導致3/4的线路受损，位於总公司的运营指挥中心也被淹沒，3台机车被海啸冲走，SD55 101、103出轨，102倾覆，最終101、102號报废。
  - 4月19日 - 开始修复工作 。
  - 11月8日 - 自秋田臨海鐵道（日语：秋田臨海鉄道）将租用DE65柴油机车2号機，为期八年，以支持重建。
  - 11月25日 - 临海本线陆前山王站-仙台港站和仙台西港线恢复运营[9] 。仙台港站不办理货物装卸。
- 2012 年
  - 3月16日 - 仙台码头线[9]恢复服务。
  - 3月19日 - 仙台港站恢复货物装卸。
  - 9月7日 - 海边本线仙台港 - 仙台北港區间恢复服务[9] 。
- 2018 （平成30）
  - 5月7日 - 西浓运输（日语：西濃運輸）专用列车開始在仙台港站-吹田货物总站（日语：吹田貨物ターミナル駅）之间运营。[10]
  - 9月14～26日 - 因遊輪“飞鸟2号 ”停靠仙台港，開行仙台碼頭線仙台碼頭站（日语：仙台埠頭駅）經由本線通往JR东日本松岛站的团体专用临时列车[11] 。只有“飞鸟二号”的乘客中申请了該旅行的人才有资格搭乘[12]。客运业务的经营者是JR东日本，该公司在9月3日至27日期间申請為第2类铁路运营商[13]。

## 路线
仙台臨海鐵道拥有以下三條路线。

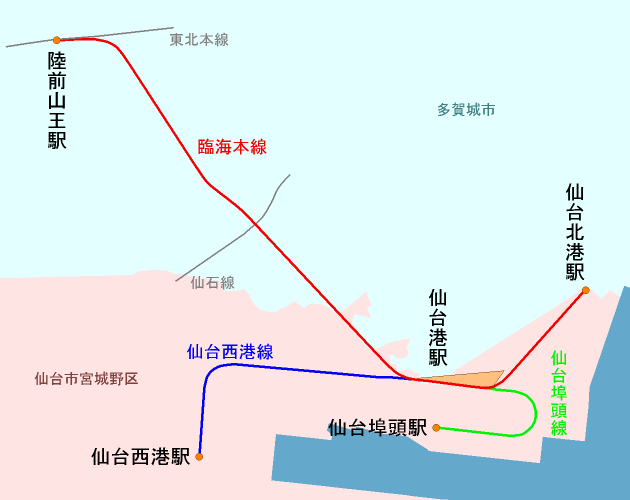
路线地图

- 仙台臨海鐵道臨海本線：陸前山王站 - 仙台北港站（日语：仙台北港駅），5.4公里。
- 仙台碼頭線：仙台港站 - 仙台碼頭站（日语：仙台埠頭駅），1.6公里。
- 仙台西港線：仙台港站 - 仙台西港站（日语：仙台西港駅），2.5公里。

## 车辆

### 現有车辆

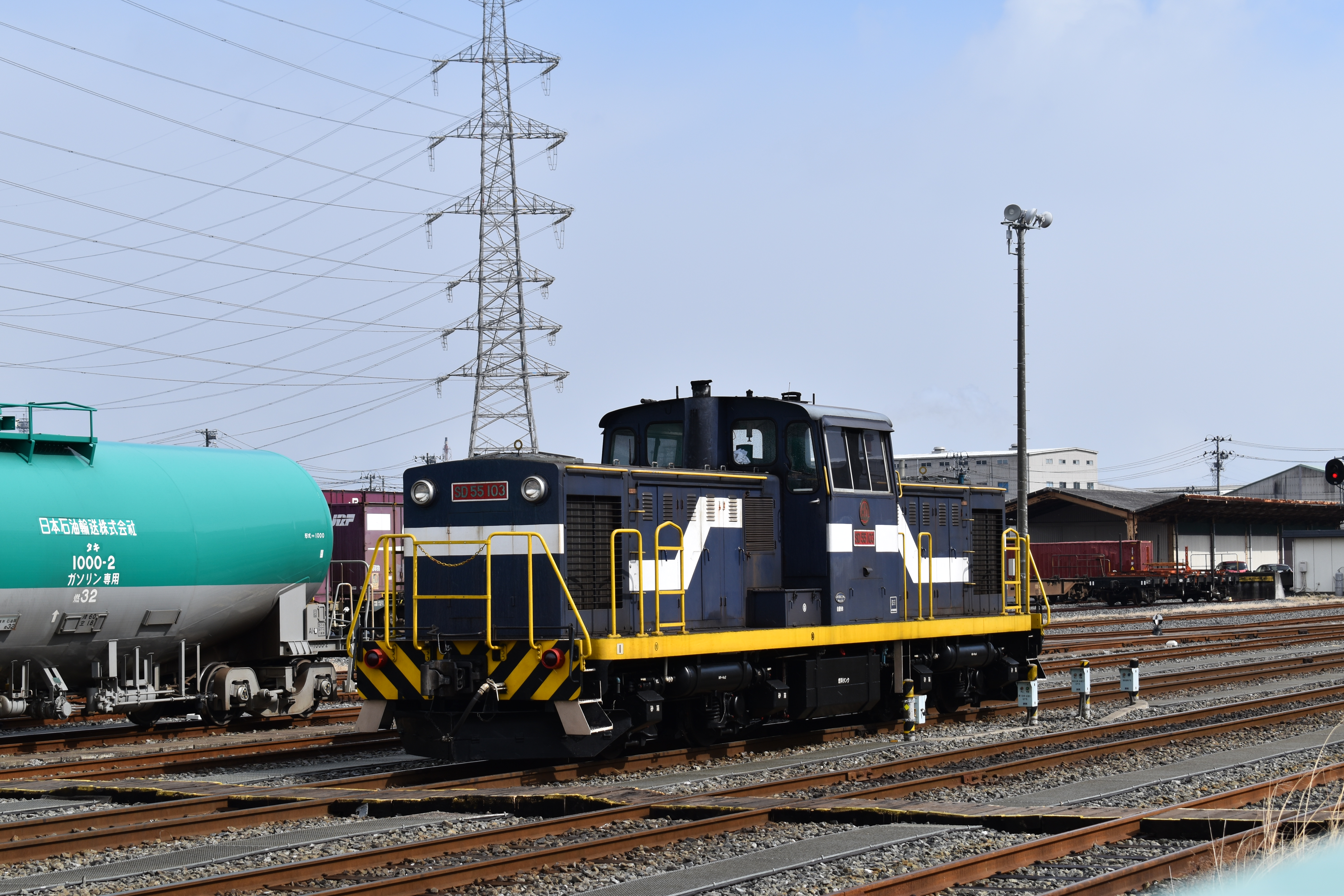
SD55 103　(2020年)
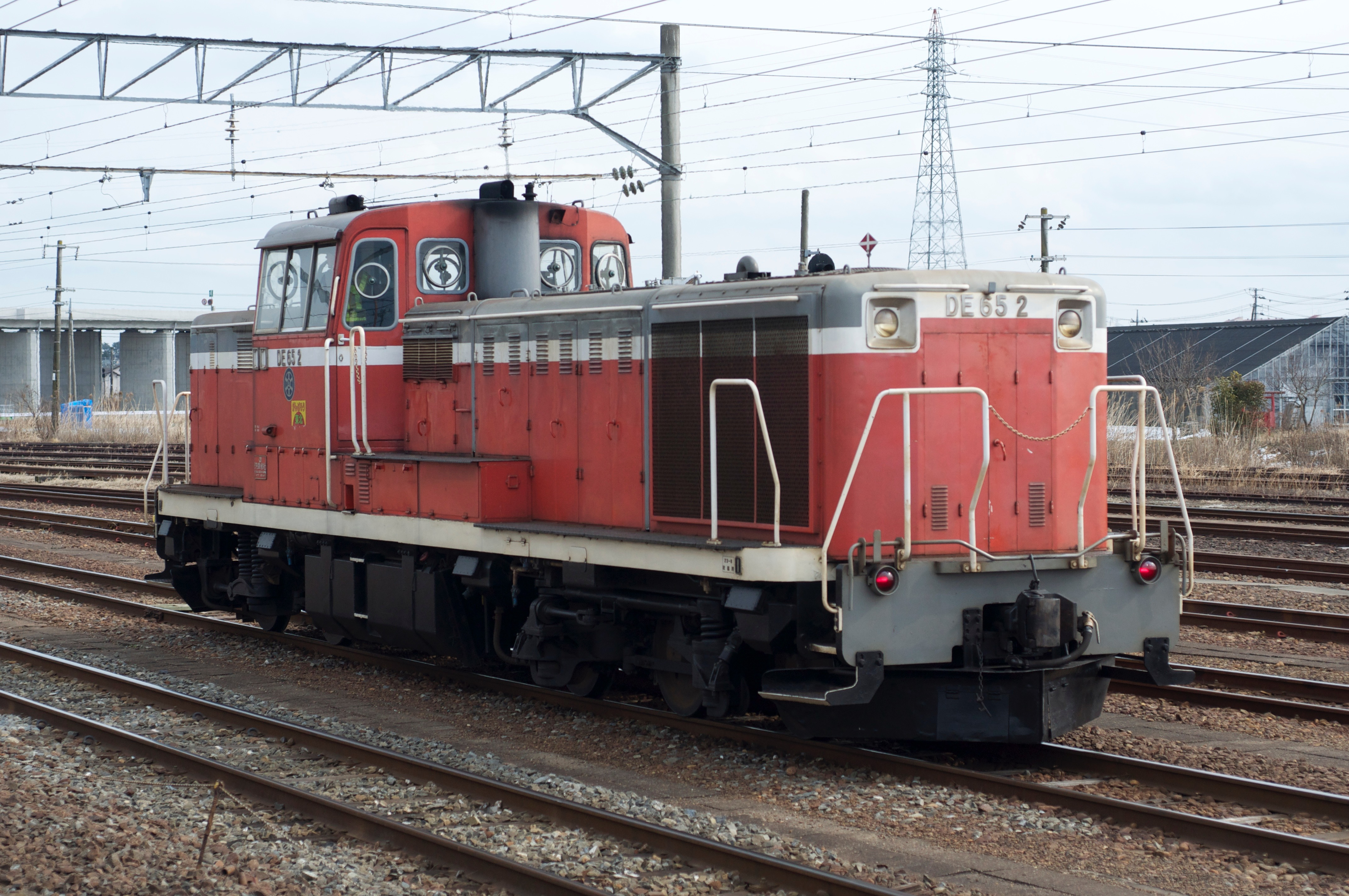
DE65 2（2015年）

- SD55型 103 号
1971年新潟鐵工所製造，原編號DD55型1號機，1998年更換發動機後，編號改為SD55型103号。
- DE65  1 号
原JR东日本长冈车辆中心的DE15型1538号。 2020年10月2日由仙台临海铁道接收，但先在秋田临海铁道开業50周年纪念活动中展示后，才于11月29日从秋田港站回送至仙台港站，仙台临海铁路于2021年7月對其进行全面检查，2021年10月1日起投入运营。
- DE65  2 号
最初为1970年製造的新潟臨海鐵道的车辆。2003年因新潟临海铁道停业，讓予秋田临海铁道。秋田临海铁道。2011 年 11 月起租予仙台临海铁道8年，用于援助重建。 2017年3月仙台临海铁道正式购入，成为仙台临海铁道的机车。 [14]
- DE65 3 号
原JR东日本盛冈车辆中心青森派出所的DE10型1536號。 2019年7月由仙台临海铁道接收，于 2020 年 5 月 17 日至 18 日从秋田港站回送到仙台湖站。同年5月20日进行试运行，6月1日开始商业运营[15] [16] 。
- DE65  5 号 
原為2012年12月从十勝鐵道（日语：十勝鉄道）转移到秋田临海铁道的秋田临海铁道DE10型1025號 。因秋田临海铁道业务终止解散，于2021年3月1日转让仙台临海铁道。[17] [18]

### 报废车辆

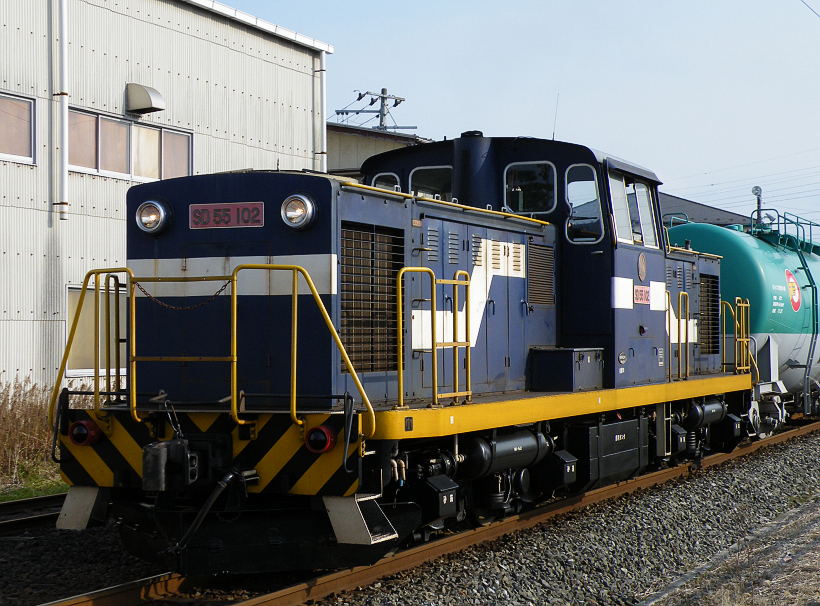
SD55 102（2009年）
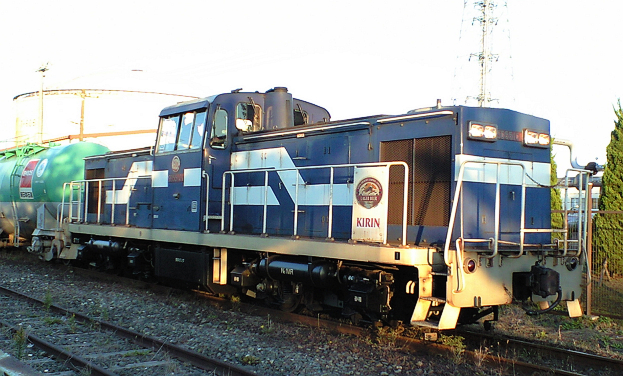
SD55 101（2008年）
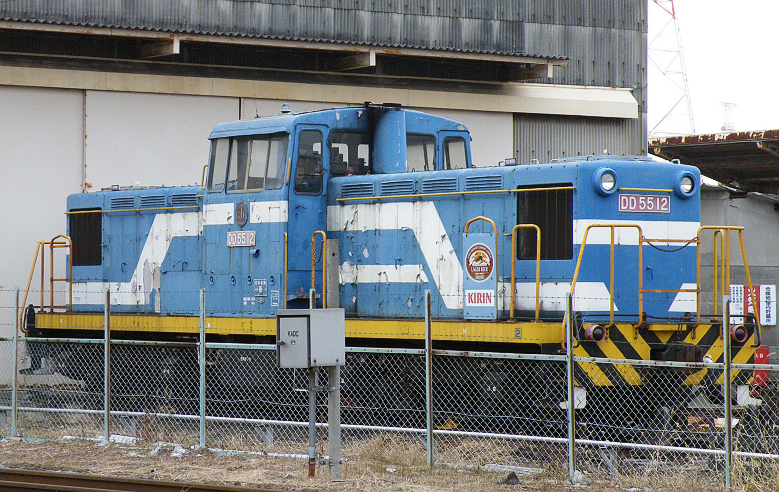
DD55 12（2009年）
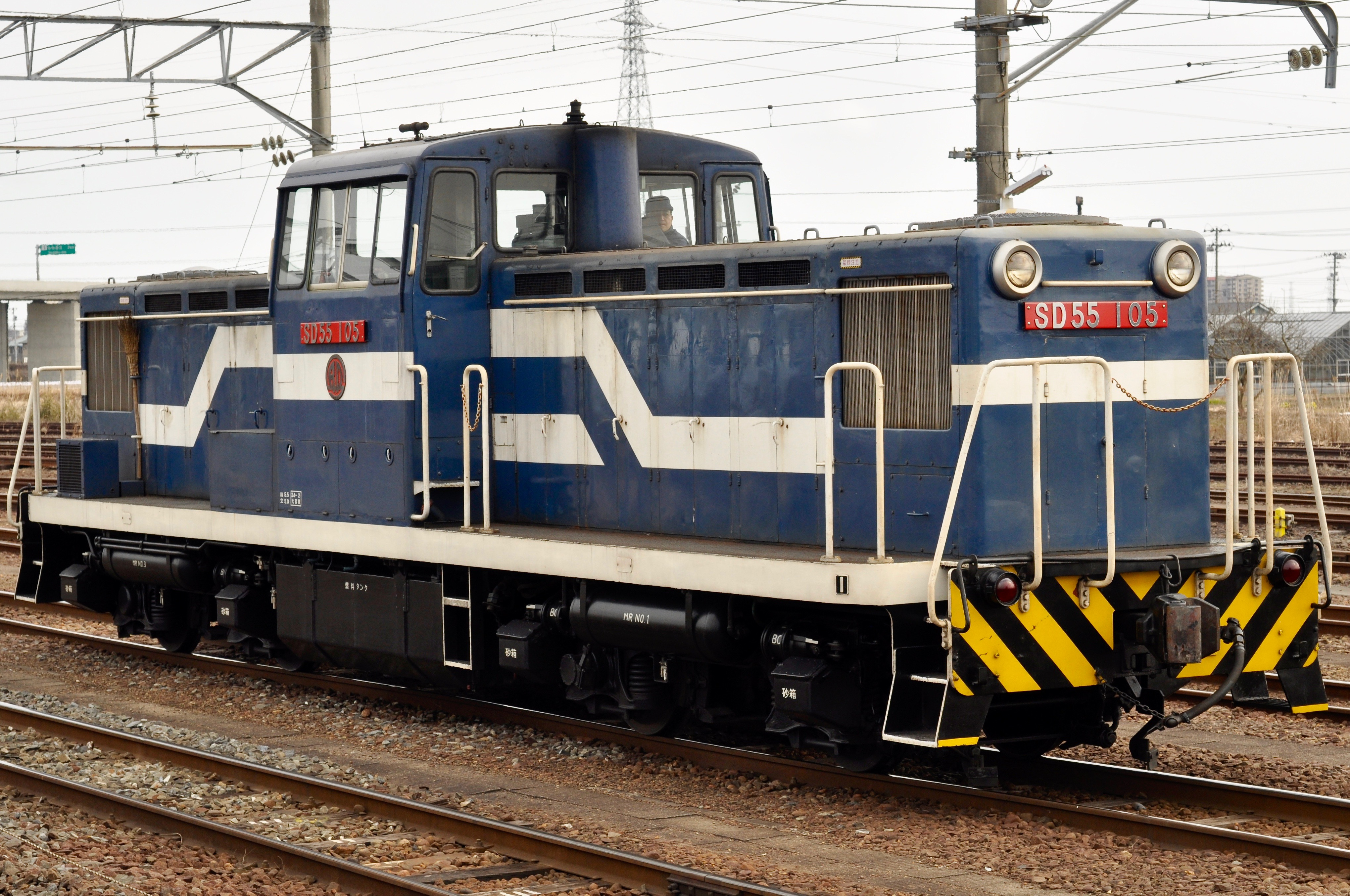
SD55 105（2015年）

- SD55 101 号
1995年新潟鐵工所制造。定位为日本國鐵DD13型柴油機車的高级版。在 1997 年的“国际梦想交流博览会”上，它还被用作 JR 东日本12 系列客車的牵引机車[19] 。在2011年3月的东北太平洋地震中遭到破坏，同年7月被报废。
- SD55 102 号
1971年新潟鐵工所製造，原編號DD55型2號機，1997年更換發動機後，編號改為SD55型102号。在2011年3月的东北太平洋地震中遭到破坏，同年7月被报废。
- SD55 105号
2012年从京葉臨海鐵道调入的KD55型105號，重新编号為SD55型104号。裝設ATS系統后，编号改为SD55型105号。该车于 2021 年 3 月 29 日报废。
- DD55 11、12号
11号是原國鐵DD13型柴油機車，國鐵编号为DD13型112號，1983年3月開始在仙台临海铁道使用；12号是1970 年日本車輛製造的前鹿岛临海铁道KRD-2号機， 1983年转予仙台临海铁道。
11号於2001年报废，12号則於2006年停用，2011年 2 月被拆除。
- DE10 89、133、134、 141号
原日本國鐵DE10型柴油機車。国铁在 1986 年至 1987 年报废，仙台临海铁道购入作为 DD55 的替代品而。但购买后从未使用过，并因1995年购买SD55 101而成为剩余物，随后几年逐渐拆除。

### 讓渡车辆
- DD35 1号
1960年新潟鐵工所製造。仙台临海铁道开通以来一直使用的机车，接收自常磐共同火力（日语：常磐共同火力）。之后一直使用到 1984 年，但由于上述两台 DD55 型车的引进，同年讓予到衣浦臨海鐵道，1987年停用，1991年報廢。
- DD3501
1970年川崎重工制造。1996年从东北开发岩手水泥工厂接收，2001年讓予产业振兴。

## 委託业务
仙台临海铁道受JR货运东北支社委托运营仙台貨物總站、岩沼站、陆前山王站的货运站業務。

### 書籍
- 仙台市历史編輯委员会《仙台市历史》历史版 9（现代 2）仙台市，2013 年。

### 其他
1. 1 2 3 4   (PDF). 仙台臨海鉄道株式会社.   [2019-07-29]. （原始内容 (PDF)存档于2019-07-25）.
2. ↑  令和元年度鉄道要覧
3. 1 2 3  『仙台市史』通史編9（現代2）253-254頁。
4. ↑  . www.jmcy.co.jp.   [2022-04-23]. （原始内容存档于2016-03-09） （日语）.
5. ↑  . 交通新聞 (交通協力会). 1975-09-03: 1.
6. ↑  SL東北100年号/EF532を復元/ナデ6141号走行。鉄道ジャーナル (鉄道ジャーナル社). 1987-10, 21 (12): 93.
7. ↑  . homepage3.image.coocan.jp.   [2022-04-26]. （原始内容存档于2013-08-01） （日语）.
8. ↑  . aoyama-logi.co.jp. 2011-04-20  [2022-05-04]. （原始内容存档于2021-09-12） （日语）.
9. 1 2 3  『交通新聞』2012年9月10日
10. ↑  . www.seino.co.jp. 2018-05-10  [2022-05-04]. （原始内容存档于2020-06-29） （日语）.
11. ↑  . 鉄道ファン・railf.jp. 2018-09-15  [2022-04-23]. （原始内容存档于2019-06-23） （日语）.
12. ↑  . 鉄道ファン・railf.jp. 2018-07-26  [2022-04-23]. （原始内容存档于2019-06-23） （日语）.
13. ↑  . 河北新報社. 2018-07-26  [2022-04-23]. （原始内容存档于2019-06-24） （日语）.
14. ↑  . www.akirin.jp. 秋田臨海鉄道株式会社.   [2022-05-04]. （原始内容存档于2021-09-12） （日语）.
15. ↑  . 鉄道ファン railf.jp. 交友社. 2020-06-08  [2020-07-01]. （原始内容存档于2021-03-06） （日语）.
16. ↑  . 仙台臨海鉄道株式会社. 2020-05-22  [2020-07-01]. （原始内容存档于2020-11-27） （日语）.
17. ↑  . 仙台臨海鉄道. 2021-03-24  [2021-04-02]. （原始内容存档于2022-05-04） （日语）.
18. ↑  . 秋田臨海鉄道. 2021-03-01  [2021-03-12]. （原始内容存档于2021-03-12） （日语）.
19. ↑  交友社『鉄道ファン』1997年10月号 通巻438号 p.112